# Le Banquet des Empouses
 (août 2024).
Si vous disposez d'ouvrages ou d'articles de référence ou si vous connaissez des sites web de qualité traitant du thème abordé ici, merci de compléter l'article en donnant les références utiles à sa vérifiabilité et en les liant à la section « Notes et références ».
Le Banquet des Empouses est un roman publié par Olga Tokarczuk le 1er juin 2022 en Pologne. Il s’agit de son premier livre publié après avoir reçu le Prix Nobel de littérature.

## Résumé
L’histoire se déroule en 1913 dans le sanatorium de Göbersdorf en Basse-Silésie. Ce complexe médical, créé par le Dr Hermann Brehmer (de) (1826-1889) dans une vallée des Sudètes, est l'un des premiers à traiter la tuberculose. Le jeune Mieczyslaw Wojnicz, étudiant en ingénierie hydraulique originaire de Lwów, arrive par une froide nuit de septembre au sanatorium pour soigner ses poumons par la pureté de l’air de la montagne et un mode de vie sain. Le temps de sa cure, il s’installe à une pension pour Messieurs tenue par un dénommé Wilhelm Opitz et y rencontre des hôtes aux profils très divers : du professeur catholique Longis Lukas, au socialiste viennois August Ausgust, en passant un étudiant allemand aux Beaux-Arts Thilo von Hahn ou encore un conseiller secret de la police. Dans ce lieu coupé du monde et de ses occupations, ces hommes dissertent sur la religion, la culture, la politique et surtout sur leur sujet de prédilection, la nature des femmes. Les écoutant dans l’ombre, les mystérieuses Empouses, les observent et se tiennent prêtes à agir : « nous, entités féminines de ces lieux » (p.20) « Les Tuntschi vous ont certainement déjà remarqué. Elles désirent des hommes jeunes » (p.269).

## Éditions
- Le Banquet des Empouses - Roman d'épouvante naturopathique, Les Éditions Noir sur blanc, 2024 (Empuzjon – horror przyrodoleczniczy, 2022) trad. Maryla Laurent,  (ISBN 978-2-88250-866-9)